# Маринела (Лука)
Маринела је насеље у Италији у округу Лука, региону Тоскана.
Према процени из 2011. у насељу је живело 45 становника. Насеље се налази на надморској висини од 2 м.